# Macrocarpaea acuminata
Macrocarpaea acuminata là một loài thực vật có hoa trong họ Long đởm. Loài này được R.E. Weaver mô tả khoa học đầu tiên năm 1972.